# Proteína-disulfuro reductasa (glutatión)
La proteína-disulfuro reductasa (glutatión) (EC 1.8.4.2) es una enzima que cataliza la siguiente reacción química:
Por lo tanto, los dos sustratos de esta enzima son glutatión y una proteína disulfuro; mientras que sus dos productos son glutatión disulfuro y una proteína ditiol.

## Clasificación
Esta enzima pertenece a la familia de las oxidorreductasas, más específicamente a aquellas que actúan sobre un grupo azufrado como dador de electrones utilizando un grupo disulfuro como aceptor.

## Nomenclatura
El nombre sistemático de esta clase de enzimas es glutatión:proteína-disulfuro oxidorreductasa. Otros nombres de uso común pueden ser glutatión-insulina transhidrogenasa, insulina reductasa, reductasa, proteína disulfuro (glutatión), proteína disulfuro transhidrogenasa, glutatión-proteína disulfuro oxidorreductasa, proteína disulfuro reductasa (glutatión), GSH-insulina transhidrogenasa, proteína-disulfuro enzima de intercambio, proteína-disulfuro isomerasa/oxidorreductasa, tiol:proteína-disulfuro oxidorreductasa; y tiol-proteína disulfuro oxidorreductasa.

## Papel biológico
Esta enzima participa en el metabolismo del glutatión.

## Estudios estructurales
Hasta el año 2007, solo se había resuelto una estructura para esta clase de enzimas, con el código de acceso a PDB 2IJY.